# Kordeh Nāb
Kordeh Nāb (persiska: كرده ناب, گُرداب, كُردِناب) är en ort i Iran.   Den ligger i provinsen Zanjan, i den nordvästra delen av landet, 270 km väster om huvudstaden Teheran. Kordeh Nāb ligger 1 952 meter över havet och antalet invånare är 309.
Terrängen runt Kordeh Nāb är kuperad åt sydväst, men åt nordost är den platt. Runt Kordeh Nāb är det ganska tätbefolkat, med 75 invånare per kvadratkilometer. Närmaste större samhälle är Solţānīyeh, 18,9 km öster om Kordeh Nāb. Trakten runt Kordeh Nāb består i huvudsak av gräsmarker.